# Durağan
Durağan là một huyện thuộc tỉnh Sinop, Thổ Nhĩ Kỳ. Huyện có diện tích 1036 km² và dân số thời điểm năm 2007 là 22854 người, mật độ 22 người/km².